# Alue Buloh (Seunagan)
Alue Buloh is een bestuurslaag in het regentschap Nagan Raya van de provincie Atjeh, Indonesië. Alue Buloh telt 232 inwoners (volkstelling 2010).